# Johanna Hedman
Johanna Hedman   (Estocolm, 18 d'agost de 1993) és una escriptora sueca.
Llicenciada en estudis literaris i relacions internacionals, va completar els seus estudis amb un màster en Estudis de Pau i Conflictes a la Universitat d'Uppsala. Va treballar a la delegació sueca de les Nacions Unides a Nova York, així com amb organitzacions de drets humans de diversos països. El 2022 va publicar Trio, una novel·la que va aconseguir vendre els drets de traducció a diverses editorials del món abans i tot de ser publicada originalment en suec. L'obra ha estat traduïda a l'alemany, el castellà, el danès, el polonès, el finès i l'islandès, i el 2022 Amsterdam Llibres va publicar-la en català, traduïda per Ivette Miravitllas.